# Таузиг, Карл
Карл (Кароль) Таузиг (пол. Karol Tausig; 4 ноября 1841, Варшава, Царство Польское — 17 июля 1871, Лейпциг) — польский пианист-виртуоз, композитор и музыкальный педагог.

## Биография
По происхождению — чешский еврей. Музыкальное образование получил y своего отца Алоиса Таузига (1820—1885), выдающегося музыканта, пользовавшегося в Варшаве большой известностью. С 1855 по 1859 гг. К. Таузиг обучался у знаменитого Ф. Листа в Веймаре и был его любимым учеником.
В 1859 году дебютировал в Берлине в сопровождении оркестра под руководством Г. Бюлова.
В 1865 году открыл в Вене Школу высшего пианистического мастерства, действовавшую до 1870 года (среди его учеников была С. Ментер). К. Таузиг часто совершал музыкальные турне и бывал также в России (1870).
Вместе с Рубинштейном и Листом Карл Таузиг считался лучшим пианистом XIX века и, являясь близким другом Вагнера, был одним из талантливейших представителей «музыки будущего». Ему принадлежит инициатива постройки известного Вагнеровского театра в Байрейте.

## Творчество
Игра Карла Таузига отличалась исключительной техникой, виртуозностью, вдохновением. Обладал композиторским дарованием — написал концерт для фортепиано с оркестром, 2 фортепианных этюда (выделяется Fis-dur), симфонические поэмы. Ему также принадлежат фортепианные транскрипции: сонаты Д. Скарлатти (в том числе «Пастораль», «Каприччо») и др., органная токката и фуга, хоровая прелюдия И. С. Баха; 3 фрагмента из струнных квартетов Л. Бетховена, «Приглашение к танцу» Вебера, один из «Военных маршей» и один из полонезов Шуберта, «Контрабандист» Шумана, фрагменты из «Валькирии» и «Тристана и Изольды» Вагнера, 3 вальса Штрауса и др., переложение для фортепианной оперы «Нюрнбергские мейстерзингеры» Вагнера и редакция «Хорошо темперированного клавира» И. С. Баха.
Сохранили значение инструктивные работы композитора: обработка избранных этюдов из сборника этюдов «Путь к Парнасу» М. Клементи, а также «Ежедневные упражнения» .

## Избранные произведения
- «Ungarische Zigeunerweisen»,
- «Nouvelles soirées de Vienne»,
- «Tägliche Studien».